# NGC 1935
NGC 1935 est une nébuleuse en émission située dans la constellation de la Dorade. Cette nébuleuse est située dans le Grand Nuage de Magellan. Elle a été découverte par l'astronome britannique John Herschel en 1834. Cette nébuleuse a aussi été observée par l'astronome américaine Williamina Fleming en 1901 et elle a été inscrite à l'Index Catalogue sous la cote IC 2126.
Cette nébuleuse est une région d'émission HII.